# Парк Железнодорожников (Орск)
Парк Железнодоро́жников — парк в городе Орске Оренбургской области. Расположен в Советском районе во входящем в состав города посёлке Вокзальный.
В парке растут берёза, акация, сирень, тополь, вяз, карагач и клён. На территории парка расположены детская площадка, аттракционы, кафе. В настоящее время парк находится в запущенном состоянии — часть аттракционов и построек разрушены, территория не ухожена.